# Lougguéré (Ndoukoula)
Pour les articles homonymes, voir Lougguéré.
Lougguéré (ou Louggere Barkedje, Lougouberkedje) est une localité du Cameroun située dans l'arrondissement de Ndoukoula, le département du Diamaré et la région de l’Extrême-Nord. Elle fait partie du canton de Ouzal-Loulou.

## Population
En 1975, la localité comptait 113 habitants, des Peuls.
Lors du recensement de 2005, on y a dénombré 659 personnes.